# Styczeń 2006

## 1 stycznia2006
- Lekarze reprezentowani przez Porozumienie Zielonogórskie osiągnęli porozumienie z Narodowym Funduszem Zdrowia i Ministerstwem Zdrowia dotyczące finansowania Podstawowej Opieki Zdrowotnej w 2006 roku.
- Gazprom odciął dopływ gazu ziemnego na Ukrainę. (Wikinews)

## 3 stycznia2006
- Minister Skarbu Państwa Andrzej Mikosz podał się do dymisji. Wniosek został przyjęty przez premiera Kazimierza Marcinkiewicza.

## 5 stycznia2006
- Rząd Kazimierza Marcinkiewicza o tydzień skrócił rok szkolny. Wakacje rozpoczęły się w tym roku 23 czerwca.

## 6 stycznia2006
- Premier Kazimierz Marcinkiewicz zdymisjonował szefa Fundacji „Polsko-Niemieckie Pojednanie” prof. Jerzego Sułka w związku z doniesieniami o wysokich nagrodach wypłacanych członkom zarządu fundacji.
- Premier Izraela Ariel Szaron doznał kolejnego wylewu krwi do mózgu, jego stan jest krytyczny.

## 7 stycznia2006
- Prezydent Lech Kaczyński na wniosek premiera odwołał Teresę Lubińską ze stanowiska ministra finansów, a na jej miejsce powołał Zytę Gilowską, mianując ją jednocześnie Wiceprezesem Rady Ministrów. Decyzję premiera skrytykowały Samoobrona i LPR.
- Charles Kennedy, przywódca brytyjskich Liberalnych Demokratów, ogłosił ustąpienie ze stanowiska przewodniczącego trzeciej co do wielkości partii Zjednoczonego Królestwa ze skutkiem natychmiastowym.
- Prezydent Kazachstanu ustanowił nowy hymn Kazachstanu „Mój Kazachstan”

## 8 stycznia2006
- Odbył się XIV finał Wielkiej Orkiestry Świątecznej Pomocy. W kraju i za granicą kwestowano na ratowanie życia dzieci poszkodowanych w wypadkach, w tym na naukę udzielania pierwszej pomocy. Liczenie pieniędzy potrwa do końca lutego. (Informacja fundacji WOŚP o XIV finale)
- Silne trzęsienie ziemi nawiedziło Ateny koło 12:45. Wstrząsy trwały 7 sekund, lecz były wyczuwalne nawet 200 km na północ od stolicy Grecji. Niektóre źródła podają, że trzęsienie ziemi miało miejsce w całej Grecji.

## 9 stycznia2006
- USA: Zawieszony na czas prowadzonego przeciwko niemu dochodzenia republikański kongresmen z Teksasu Tom DeLay oficjalnie zrezygnował z funkcji lidera większości w Izbie. Tymczasowo jego funkcję pełni Roy Blunt z Missouri.
- Telewizja CNN podała, że wiceprezydent USA Dick Cheney znalazł się w szpitalu w związku z kłopotami z oddychaniem.
- Premier Izraela Ariel Szaron odzyskał zdolność do samodzielnego oddychania.
- Turcja: Zostało potwierdzone, że między 10 a 15 stycznia Ali Ağca zostanie zwolniony z więzienia.

## 10 stycznia2006
- Ukraiński parlament przegłosował odwołanie rządu Jurija Jechanurowa krytykując nowy kontrakt gazowy z Rosją. Za dymisją głosowało 250 deputowanych, w tym zwolennicy Julii Tymoszenko, komuniści, prorosyjska partia Wiktora Janukowycza oraz Blok Ludowy do niedawna popierającego prezydenta Juszczenkę przewodniczącego parlamentu Wołodymyra Łytwyna. Parlament jednak w trakcie obowiązywania przepisów przejściowych nie miał prawa powołania nowego rządu.

## 11 stycznia2006
- Spór wokół harmonogramu prac nad budżetem państwa oraz odmowa wicemarszałka Sejmu Marka Kotlinowskiego (LPR) przekazania prowadzenia obrad marszałkowi Markowi Jurkowi (PiS) wywołały kryzys parlamentarny. (Wikinews)

## 12 stycznia2006
- Gubernator stanu New Jersey Richard Codey podpisał uchwalony przez legislaturę akt wprowadzający moratorium na egzekucje w tym stanie. Jest to pierwszy taki akt od przywrócenia kary śmierci w USA w roku 1976 uchwalony drogą legislacyjną. Poprzednio takie rozporządzenia wydali gubernatorzy: George Ryan w Illinois (nadal obowiązuje) i Parris N. Glendening w Maryland (zniesiony przez jego następcę). W roku 2004 Sądy Najwyższe stanów Nowy Jork i Kansas uznały karę śmierci za niekonstytucyjną Death Penalty Info
- Kryzys w Sejmie został przejściowo zażegnany, osiągnięto kompromis. Wbrew wcześniejszym zapowiedziom marszałka Marka Jurka drugie czytanie w Sejmie projektu budżetu zostało odroczone do soboty 14 stycznia zamiast środy 25 stycznia, na 24 stycznia przewidziano głosowanie w trzecim czytaniu. Szybsze terminy wywalczone przez opozycję miały zapobiec przekroczeniu terminu uchwalenia budżetu i groźbie rozwiązania parlamentu przez prezydenta Kaczyńskiego (PiS). Trwały próby budowy koalicji rządowej, rozmowy PO i PiS-u nie przyniosły rezultatów. (Wikinews)
- Mehmet Ali Ağca został zwolniony z tureckiego więzienia. Zamachowiec trafił z więzienia prosto do siedziby komisji poborowej na badania lekarskie. Groziło mu odbycie zaległej służby wojskowej. (wiadomosci.wp.pl)
- Co najmniej 362 osoby zostały zadeptane w trakcie rytuału symbolizującego kamienowanie szatana w pobliżu Mekki w miejscowości Mina. (BBC)

## 13 stycznia2006
- Platforma Obywatelska powołała „gabinet cieni” z Janem Marią Rokitą w roli premiera.

## 14 stycznia2006
- W Sejmie odbyło się drugie czytanie budżetu.
- Trwały rozmowy między PiS a Samoobroną i PSL-em w sprawie powołania koalicji rządowej.

## 15 stycznia2006
- W Finlandii odbyła się pierwsza tura wyborów prezydenckich, do drugiej tury przeszli Tarja Halonen i Sauli Niinistö. (Wikinews)
- Michelle Bachelet wygrała drugą turę wyborów prezydenckich i została pierwszą kobietą na stanowisku prezydenta Chile
- Szejk Sad al-Abd Allah as-Salim as-Sabah, królewicz i syn Abd Allaha III, został emirem Kuwejtu.
- Na pustyni w stanie Utah wylądował próbnik sondy Stardust zawierający pył pobrany z warkocza komety Wild 2.

## 16 stycznia2006
- Free Software Foundation prezentuje pierwszy szkic GPL 3 (Wikinews)

## 17 stycznia2006
- 92-letni Gerald Ford, prezydent USA w latach 1974–1977 znalazł się w szpitalu. Ford, który po śmierci Ronalda Reagana w czerwcu 2004 jest najdłużej żyjącym byłym prezydentem i drugim w historii pod tym względem. Miesiąc temu też był hospitalizowany. Ford, jeśli dożyje połowy roku 2007, zostanie najdłużej żyjącym prezydentem w historii.
- W Więzieniu Stanowym San Quentin w Kalifornii stracono najstarszego więźnia od dziesiątek lat. 76-letni Clarence Ray Allen, który poważnie chorował w więzieniu, został uśmiercony za pomocą zastrzyku trucizny. gubernator Arnold Schwarzenegger odrzucił jego prośbę o łaskę. Dotychczas najstarszym straconym więźniem od czasu przywrócenia kary śmierci w USA był James Barney Hubbard(inne języki) w sierpniu 2004 roku w Alabamie.

## 18 stycznia2006
- W wieku 90 lat zmarł ksiądz Jan Twardowski, poeta, przedstawiciel współczesnej liryki religijnej.

## 19 stycznia2006
- O godzinie 14:00 EST (19:00 GMT) z Przylądka Canaveral na Florydzie wystartowała rakieta z sondą New Horizons.
- 42 słowackich żołnierzy zginęło w katastrofie lotniczej. Samolot wojskowy An-24 rozbił się wieczorem na zboczu góry w pobliżu miejscowości Telkibanya w północnych Węgrzech. Do tragedii doszło na kilka minut przed planowym lądowaniem, 20 km od docelowego lotniska.

## 20 stycznia2006
- Mehmet Ali Ağca został ponownie osadzony w więzieniu. Turecki sąd kasacyjny na wniosek ministra sprawiedliwości uznał, że przedterminowe zwolnienie było niezgodne z prawem. Niedoszły zabójca znaleziony w Stambule spędzi w więzieniu dodatkowe 11 miesięcy. (Gazeta.pl)

## 21 stycznia2006
- Jarosław Kaczyński po spotkaniu Rady Politycznej PiS, zaproponował utworzenie Bloku Naprawy Państwa – koalicji zrzeszającej wszystkie kluby parlamentarne oprócz SLD.

## 22 stycznia2006
- W Częstochowie odbyły się powtórzone wybory do Senatu. Przyczyną był błąd we wrześniowych wyborach – przy nazwiskach kandydatów na kartach do głosowania przygotowanych przez okręgową komisję wyborczą zabrakło informacji o popierających ich komitetach wyborczych. Frekwencja wyniosła zaledwie około 7%.
- Gazociąg Mozdok-Tbilisi na terytorium rosyjskim został wysadzony w powietrze przez nieznanych sprawców odcinając Armenię i Gruzję od dostaw rosyjskiego gazu. Gruzja odcięta została także od dostaw prądu elektrycznego. Prezydent Gruzji Micheil Saakaszwili oskarżył stronę rosyjską i Gazprom o zasponsorowanie zamachu w celu wywarcia większej presji na Gruzję we wszczętych przez Gazprom próbach renegocjacji umów.

## 23 stycznia2006
- Prawicowy polityk, były premier Portugalii, Aníbal Cavaco Silva został ogłoszony zwycięzcą wyborów prezydenckich.
- W Sali Kongresowej w Warszawie przyznano Telekamery 2006. Laureatami zostali: Tomasz Lis, Kamil Durczok, Szymon Majewski, Ewa Drzyzga, Doda Elektroda, Piotr Adamczyk i Agnieszka Dygant. Uhonorowano także seriale W11 – Wydział Śledczy, Kryminalni oraz M jak miłość. Zagraniczną gwiazdą gali była tym razem Laura Dern. Złote spinki powędrowały do reżysera Jerzego Hoffmanna.

## 25 stycznia2006
- Wybory parlamentarne w Autonomii Palestyńskiej wygrał Hamas zdobywając 76 na 132 mandaty i wyprzedzając umiarkowany al-Fatah, który zdobył 43 miejsca. (Gazeta.pl)

## 27 stycznia2006
- W Sejmie zafunkcjonowała nieformalna koalicja PiS-LPR-Samoobrony. Przedstawicielami Sejmu do nowej Krajowej Rady Radiofonii i Telewizji będą Tomasz Borysiuk (242 głosy) i Lech Haydukiewicz (241 głosów), rekomendowani przez Samoobronę i LPR.
- Kandydatem Sejmu na stanowisko Rzecznika Praw Obywatelskich został wybrany Janusz Kochanowski z PiS.
- Przyjęto kontrowersyjną poprawkę oddalającą niekorzystną dla PiS konieczność rozpisania przyspieszonych wyborów na stanowisko prezydenta Warszawy.

## 28 stycznia2006
- Około godz. 17:15 podczas wystawy gołębi pocztowych zawalił się dach jednej z hal Międzynarodowych Targów Katowickich. Znajdowało się tam około 700 osób. 65 osób zginęło, 170 zostało rannych. Przyczyną katastrofy był ciężar nieusuniętego śniegu.
- W wielu Polskich księgarniach na półkach pojawiła się książka Harry Potter i Książę Półkrwi, jest to już szósta, z siedmiu zaplanowanych części przygód młodego czarodzieja.

## 29 stycznia2006
- Prezydent RP Lech Kaczyński ogłosił w Polsce żałobę narodową w związku z katastrofą budowlaną na Śląsku.

## 30 stycznia2006
- Witold Kołodziejski został członkiem Krajowej Rady Radiofonii i Telewizji, wskazanym przez Senat.
- Prezydent Polski Lech Kaczyński powołał Elżbietę Kruk oraz Wojciecha Dziomdziorę w skład Krajowej Rady Radiofonii i Telewizji.